# Listă de regizori de teatru italieni
Aceasta este o listă de regizori  de teatru de limbă italiană în ordine alfabetică. 

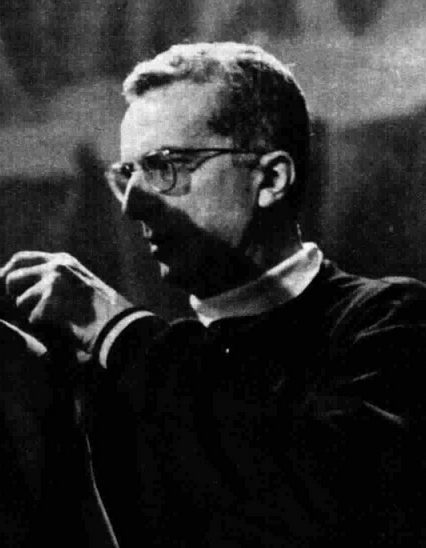
Orazio Costa

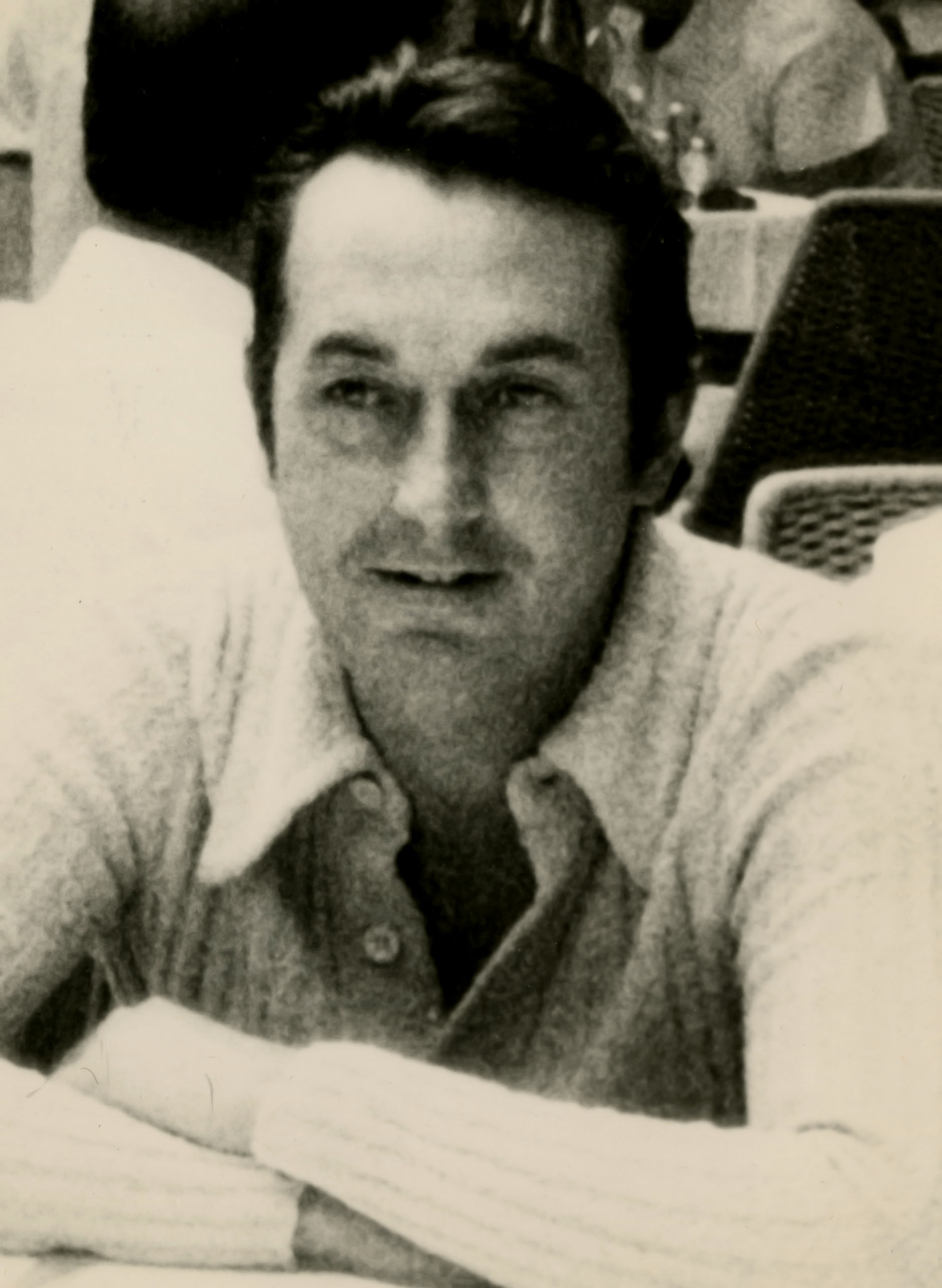
Maurizio Scaparro

- Giorgio Albertazzi
- Eugenio Barba[1]
- Orazio Costa.[2]
- Eduardo De Filippo
- Dario Fo
- Paolo Grassi
- Glauco Mauri
- Renzo Ricci
- Luca Ronconi[3][4]
- Guido Salvini
- Maurizio Scaparro[5][6]
- Luigi Squarzina[7]
- Giorgio Strehler
- Aldo Trionfo
- Luchino Visconti
- Franco Zeffirelli

## Vezi și
- Listă de regizori italieni